# Åbyälven
Der Åbyälven ist ein Fluss in den schwedischen Provinzen Norrbottens län und Västerbottens län.
Der mit Quellflüssen 165 km lange Fluss hat seinen Ursprung im See Östra Kikkejaure.
Von dort fließt er in südöstlicher Richtung zum Bottnischen Meerbusen.
Er verläuft parallel zum südlich fließenden Byskeälven.
Sein Quellfluss ist der Granträskån.
Das Einzugsgebiet umfasst 1343,9 km².
Größter Nebenfluss ist der Klubbälven.